# Henrik Flöjt
Carl Henrik Flöjt, född 24 maj 1952 i Kajana, död 26 september 2005 i Kajana, var en finländsk skidskytt.
Flöjt blev olympisk silvermedaljör på 4 x 7,5 kilometer vid vinterspelen 1976 i Innsbruck.